# Nectamia ignitops
Nectamia ignitops és una espècie de peix pertanyent a la família dels apogònids.

## Descripció
- Pot arribar a fer 7,9 cm de llargària màxima.
- Aleta caudal sense vores fosques.
- No presenta franges pàl·lids al flancs.[4][5]

## Hàbitat
És un peix marí, associat als esculls i de clima tropical (14°N-0°N, 99°E-111°E) que viu entre 2 i 60 m de fondària.

## Distribució geogràfica
Es troba al mar de la Xina Meridional.

## Observacions
És inofensiu per als humans.